# 薛元敬
薛 元敬（せつ げんけい、? - 626年）は、中国の唐の文学者・政治家。本貫は蒲州汾陰県。秦王府十八学士のひとりに挙げられた。

## 経歴
隋の選部郎薛邁（薛道衡の兄の子）の子として生まれた。文学の才能で知られ、従叔父の薛収や薛徳音と名声をひとしくし、「河東三鳳」と称された。薛収は「長鶵」と称し、薛徳音は「鸑鷟」と称し、元敬は最も年少で、「鵷鶵」と称した。武徳年間、秘書郎に任じられ、秦王李世民に召されて天策府参軍をつとめた。直記室を兼ね、薛収とともに秦王府の文学館学士となった。ときに薛収と房玄齢・杜如晦らは親交があって、政治的にも接近していた。しかし元敬は態度をつつしんで、決して馴れ合おうとはしなかった。杜如晦は「小記室（薛元敬）とは親しくなることもできないが、交際を絶つこともできない」と嘆いたという。李世民が皇太子となると、元敬は太子舎人に任じられた。唐の国政が東宮で統轄されるようになると、元敬はその文章の起草をつかさどった。まもなく在官のまま亡くなった。

## 伝記資料
- 『旧唐書』巻73 列伝第23「薛元敬伝」
- 『新唐書』巻98 列伝第23「薛元敬伝」